# Bombo (Same)
Bombo ist ein Verwaltungsbezirk (Ward) des Distrikts Same in der tansanischen Region Kilimandscharo.

## Geografie
Bombo liegt im Nordosten von Tansania, im Osten des Südlichen Pare-Gebirges. Von der Ebene in etwa 600 Meter Seehöhe, die bis Kenia reicht, steigt das Gebiet nach Westen bis 1800 Meter an. Hier befinden sich auch ausgedehnte Wälder des Chome-Waldreservats.
Der Bezirk grenzt im Norden an Vuje, im Osten an Maore, im Süden an Mtii und im Westen an Chome. Bei der Volkszählung 2022 lebten 5089 Menschen in 1296 Haushalten auf einer Fläche von 21,5 Quadratkilometern.

## Gliederung
Der Bezirk besteht aus drei Gemeinden (Mtaa) mit 13 Orten (Kitongoji):
| Mvaa - Luare - Ntambwe - Ngulwi - Mvaa | Mjema - Mjema Kati - Mchenja - Chamakindi - Amani | Bombo - Mang’ang’a - Betheli - Kwaseijungu - Putu - Myoye |

## Wirtschaft und Infrastruktur
- Bildung: Im Bezirk liegen zwei weiterführende Schulen.[8] Die staatliche Bombo Secondary School[9] und die private Dindimo Secondary School haben beide Öffentlichkeitsrecht und bilden Mädchen und Burschen bis zur 4. Stufe aus.[10] Die Dindimo Secondary School wird von der Eckart-Schwerin-Stiftung unterstützt und unterhält eine Partnerschaft mit der Evangelischen Schule in Neustrelitz. Auf ihrem Gelände befindet sich auch eine Ausbildungsstätte für Grundschullehrer.[11]
- Gesundheit: Das evangelische Krankenhaus „Gonja“ ist ein Distriktkrankenhaus.[12] Außerdem befindet sich in Mjema eine private Apotheke.[13]